# Through the Eyes of the Dead
Through the Eyes of the Dead ist eine US-amerikanische Death-Metal-/Deathcore-Band aus Florence in South Carolina.

## Geschichte
Nachdem Through the Eyes of the Dead 2003 von Gitarrist Justin Longshore gegründet worden war, nahm die Band 2004 die erste EP The Scars of Ages auf. 2005 wurde ihr erstes Album Bloodlust via Prosthetic Records veröffentlicht, im gleichen Jahr verließen Gitarrist Richard Turbeville, Schlagzeuger Dayton Cantley und Bassist Jeff Springs die Band. Mit den neuen Mitgliedern spielten sie 2006 auf der Sounds of the Underground-Tour, welches eine festivalähnliche Tour wie das Ozzfest ist. Im Jahr 2007 verließen Sänger Anthony Gunnells und Gitarrist Chris Anderson die Band, letzterer wurde von Richard Turbeville ersetzt, der schon bis 2005 Mitglied war. Der Grund für Gunnells' Ausstieg war angeblich sein übermäßiger Alkoholkonsum. Im August 2007 erschien mit Malice das zweite Album; zu dem Song "Failure in the Flesh" wurde ein Musikvideo gedreht. Auf die Veröffentlichung des Albums folgte mit Bands wie Whitechapel und Impending Doom eine Tour durch ganz Amerika. Anfang 2008 verließ Schlagzeuger Josh Kulick die Band. Am 2. Februar 2010 wurde ihr drittes Album Skepsis veröffentlicht.

## Stil
Bis 2005 spielten Through the Eyes of the Dead vom Death Metal beeinflussten Metalcore, auf dem Album Malice sind jedoch kaum Metalcore oder Hardcore-Einflüsse zu hören und die Musik der Band auf diesem Album ist eher dem reinen Death Metal zuzuordnen. Mit dem 2010 veröffentlichten Studioalbum Skepsis kehrte die Band jedoch mehr oder weniger wieder zum alten Musikstil zurück, wobei sich hier eine klare Differenzierung zwischen Death Metal und Deathcore als schwierig herausstellt (siehe auch Artikel Deathcore). Die Band selbst beschreibt ihre Musik auf ihrer MySpace-Seite als eine Mischung aus Death Metal und Hardcore.
Einflüsse sind Gruppen wie Morbid Angel, Cannibal Corpse und At the Gates. Angeblich stammt der Bandname aus dem Song Staring Through the Eyes of the Dead von Cannibal Corpse.

## Diskografie
- 2004: The Scars of Ages (EP, Lovelost Records)
- 2005: Annihilation of Expectation (Split mit The Knife Trade, Lovelost Records)
- 2005: Bloodlust (LP, Prosthetic Records)
- 2007: Malice (LP, Prosthetic Records)
- 2010: Skepsis (LP, Prosthetic Records)
- 2017: Disomus (LP, eOne Music)